# Caterina de' Nobili

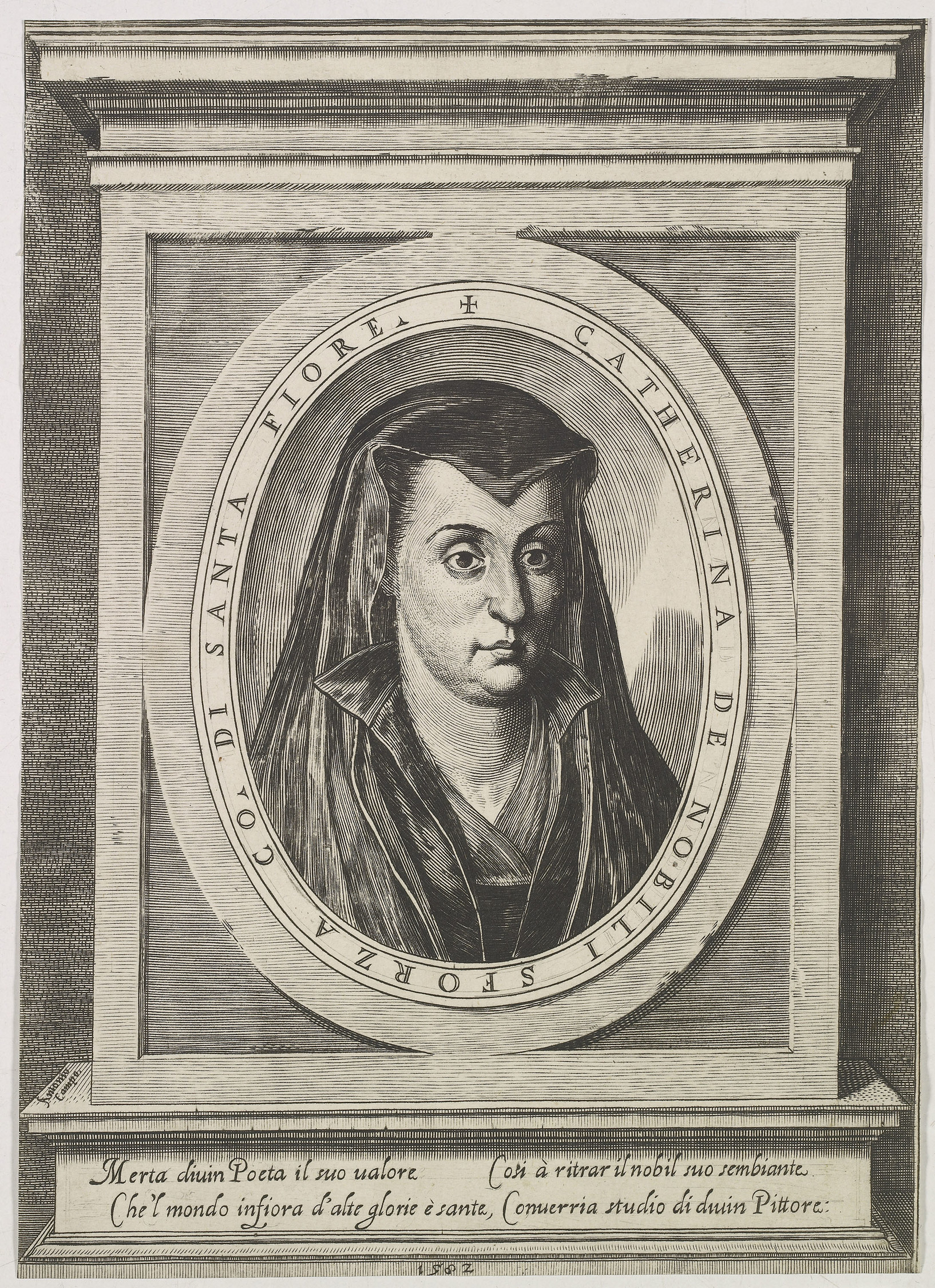
Portretgravure uit 1582

Caterina de' Nobili, gravin van Santa Fiora (ca. 1535-1540 – 12 december 1605) was een Italiaanse aristocrate. Ze stichtte in 1598 het eerste klooster van de feuillanten in Italië.

## Leven
Caterina was een dochter van Vincenzo de' Nobili (ca. 1515-1560), een Toscaanse edelman uit Montepulciano, die militair carrière maakte in dienst van zijn oom, paus Julius III. Haar moeder was vermoedelijk Maddalena Barbolani di Montauto. Ze was het jongste van vijf kinderen.
Op 18 januari 1553 trouwde Caterina de' Nobili met Sforza I Ascanio Sforza, markies van Castell'Arquato en graaf van Santa Fiora. Ze was zijn tweede vrouw. Uit dit huwelijk werden vier kinderen geboren, van wie Bosio en Vincenzo op jonge leeftijd stierven. Een dochter en een zoon groeiden op in het Sforzapaleis (tegenwoordig Palazzo Pallavicino) in Parma: 
- Costanza Sforza di Santa Fiora (1558-1617), getrouwd met Giacomo Boncompagni
- Francesco Sforza di Santa Fiora (1562-1624), kardinaal

Na de dood van haar man in 1575 bleef Caterina de' Nobili weduwe en verhuisde ze naar Rome. Haar schoonbroer, kardinaal Alessandro Sforza, arrangeerde er het huwelijk van haar dochter Costanza met Giacomo Boncompagni, dat op 1 maart 1576 met groot vertoon werd gevierd. Er zijn aanwijzingen dat Caterina  belang stelde in Romeinse oudheden. In 1583 werd haar zoon Francesco tot kardinaal verheven. Vanaf dan leidde ze een meer teruggetrokken leven in het Sforzapaleis op de Esquilijn. Haar devotie uitte zich in nauwe contacten met Filippo Neri en in de toevoeging van een kapel aan de San Martino ai Monti (1593). Maar bovenal begunstigde ze de feuillants (in het Italiaans foglianti) van Jean de La Barrière.
De Franse abt Jean de La Barrière was een katholieke hervormer die de cisterciënzerorde weer wilde richten naar de strenge inspiratie van Benedictus van Nursia, Bernard van Clairvaux en Robert van Molesme. Om deze tak van hervormde bernardijnen te organiseren, was hij in 1585 naar Rome gekomen, maar begin 1592 werd hij er na een proces geschorst uit zijn functies. In afwachting van een herziening van zijn veroordeling, waarvoor ze haar invloed aanwendde bij kardinaal Roberto Bellarmino, kocht Caterina de' Nobili in 1593 voor tienduizend scudi een deel van de Horti Bellaiani in Rome met het oog op de stichting van een monnikengemeenschap onder leiding van La Barrière. Eerst liet ze daar een huis en een kleine kerk bouwen (waar de hervormde bernardijnen in 1595, na hun verzelfstandiging tot feuillants, hun eerste algemeen kapittel hielden). In 1598 kwam hun kloostergebouw gereed en in 1600 de grote kloosterkerk San Bernardo alle Terme.
La Barrière stierf datzelfde jaar en werd in de kerk begraven, net als Caterina de' Nobili vijf jaar later. Ze overleed na een ziekte die haar de tijd liet om een testament op te stellen dat vooral haar zoon Francesco begunstigde. Haar graf bevindt zich voor het altaar in de sacristie.

## Voetnoten
1. ↑  Pietro Messina, DE NOBILI, Vincenzo in: Dizionario Biografico degli Italiani, vol. 38, 1990
2. ↑  Anna Maria Affanni, Marina Cogotti en Rossella Vodret, Santa Susanna and San Bernardo alle Terme, 1993, p. 67
3. ↑  Anna Maria Affanni, Marina Cogotti en Rossella Vodret, Santa Susanna and San Bernardo alle Terme, 1993, p. 69